# Ґарден Стейт (кінофестиваль)
Кінофестиваль «Ґарден Стейт» (англ. The Garden State Film Festival) — щорічний американський кінофестиваль, який проводиться в місті Енсбері-Парк, штат Нью-Джерсі. Фестиваль демонструє понад 100 фільмів на рік протягом трьох днів у березні або квітні.

## Історія фестивалю
Кінофестиваль зародився в 2002 році після випадкової зустрічі в продуктовому магазині міста Сі-Ґерт (штат Нью-Джерсі) 25-літнього ветерана кіноіндустрії Даяни Рівер і відомого голлівудського актора Роберта Пастореллі. Завдяки його глибоким зв'язкам у Голівуді їм вдалося заснувати в штаті Нью-Джерсі всеохопну подію. Прем'єра заходу відбулася 2003 року й відразу ж здобула величезного успіху. З того часу такі знаменитості кіноіндустрії як Ґлен Клоуз, Френк Вінсент, продюсер фільму «Бетмен» Майкл Аслан, Остін Пендлтон, Кертвуд Сміт, Джеймс Ґандольфіні, Бад Шульберґ та інші надали фестивалю свою підтримку.
Кінофестиваль «Ґарден Стейт» є добровільною некомерційною організацією. Захід проводиться на щорічній основі весною в театрі «Paramount», а також інших місцях в Енсбері-Парку та на його околицях.

## Мета фестивалю
Фестиваль було засновано, щоб сприяти кіномистецтву на всіх його рівнях шляхом демонстрації найрізноманітніших фільмів, відео та анімаційних робіт, а також забезпечити лідерами галузі освітні програми з творчості для широкого загалу.